# Dsmitryj Karpuk
Dsmitryj Karpuk (belarussisch Дзмітрый Карпук, englisch Dzmitry Karpuk; * 5. November 1999) ist ein belarussischer Leichtathlet, der sich auf das Kugelstoßen spezialisiert hat.

## Sportliche Laufbahn
Erste internationale Erfahrungen sammelte Dsmitryj Karpuk im Jahr 2015, als er beim Europäischen Olympischen Jugendfestival (EYOF) in der georgischen Hauptstadt Tiflis mit der 1,5-kg-Diskus und einer Weite von 50,32 m den sechsten Platz belegte. Im Jahr darauf gewann er dann bei den Jugendeuropameisterschaften ebendort mit der 5-kg-Kugel 21,24 m die Silbermedaille 2017 klassierte er sich bei den U20-Europameisterschaften in Grosseto mit 20,14 m mit der 6-kg-Kugel auf dem vierten Platz und 2018 wurde er bei den U20-Weltmeisterschaften in Tampere mit 20,84 m Vierter. 2019 erreichte er bei den U23-Europameisterschaften in Gävle mit 19,26 m Rang sechs. 2021 schied er bei den Halleneuropameisterschaften in Toruń mit 19,40 m in der Qualifikation aus. Ende Juli siegte er bei den U23-Europameisterschaften in Tallinn mit einem Stoß auf 20,33 m.
2021 wurde Karpuk belarussischer Meister im Kugelstoßen im Freien sowie 2021 und 2022 auch in der Halle.

## Persönliche Bestleistungen
- Kugelstoßen: 20,57 m, 29. April 2021 in Brest
  - Kugelstoßen (Halle): 20,54 m, 29. Januar 2022 in Homel